# Super Mario Ball
Super Mario Ball (スーパーマリオボール Sūpā Mario Bōru?), känt i Nordamerika som Mario Pinball Land, är ett datorspel till Game Boy Advance med Mario i flipperformat. Spelet är utvecklat av Fuse Games som senare även gjorde Metroid Prime Pinball till Nintendo DS.